# Stadion Daugava
Stadion Daugava (łot. Daugavas stadions) – wielofunkcyjny stadion w Lipawie, na Łotwie. Został wybudowany w latach 1922–1925 i otwarty 14 czerwca 1925 roku. Obiekt może pomieścić 5000 widzów. Swoje spotkania rozgrywa na nim drużyna FK Lipawa.